# 천성 (북송)
천성(天聖, 1023년 ~ 1032년 11월)은 북송 인종(仁宗) 조정(趙禎)의 첫번째 연호이다. 9년 10개월 가량 사용하였다.

## 개원
- 건흥(乾興) 2년 1월 1일[1](1023년 1월 25일)에 연호를 천성(天聖)으로 개원함.[2][3][4][5]

- 천성(天聖) 10년 11월 6일[6](1032년 12월 11일)에 연호를 명도(明道)로 개원함.[7][8][4][5]

## 연대 대조표
| 천성       | 원년           | 2년        | 3년        | 4년        | 5년        | 6년        | 7년        | 8년        | 9년                  | 10년                |
| 서기(西紀) | 1023년         | 1024년     | 1025년     | 1026년     | 1027년     | 1028년     | 1029년     | 1030년     | 1031년               | 1032년              |
| 간지(干支) | 계해(癸亥)     | 갑자(甲子) | 을축(乙丑) | 병인(丙寅) | 정묘(丁卯) | 무진(戊辰) | 기사(己巳) | 경오(庚午) | 신미(辛未)           | 임신(壬申)          |
| 요(遼)     | 태평(太平) 3년 | 4년        | 5년        | 6년        | 7년        | 8년        | 9년        | 10년       | 11년 경복(景福) 원년 | 2년 중희(重熙) 원년 |

## 동시대 연호

### 중국
요(遼)
- 태평(太平) (1021년 ~ 1031년)
- 경복(景福) (1031년 ~ 1032년)

대리국(大理國)
- 명통(明通) (1023년 ~ 1026년)
- 정치(正治) (1027년 ~ 1041년)

서하(西夏)
- 현도(顯道) (1032년 ~ 1034년)

기타
- 대연림(大延琳) 천경(天慶) (1029년 ~ 1030년)

### 베트남
- 투언티엔(順天) (1010년 ~ 1028년)
- 티엔타인(天成) (1028년 ~ 1034년)

### 일본
- 지안(治安) (1021년 ~ 1024년)
- 만주(萬壽) (1024년 ~ 1028년)
- 조겐(長元) (1028년 ~ 1037년)

## 같이 보기
- 중국의 연호 목록